# Амбивалентност
Амбивалентност е състояние на субекта, който в дадена ситуация и в едно и също време изпитва противоречиви чувства. Амбивалентността не е абнормно психично състояние. Все пак се случва, когато противоречията са непреодолими, тази двойственост на чувствата да се прояви чрез патологично поведение. Терминът е създаден от Ойген Блойлер през 1910 г., за да означи един от най-важните аспекти на личността на болните от шизофрения. У тези болни се наблюдават внезапни промени в настроението, без да бъдат разбираеми причините за промяната.